# 豊能町立吉川小学校
豊能町立吉川小学校（とよのちょうりつ よしかわしょうがっこう）は、大阪府豊能郡豊能町にある公立小学校。
豊能町西部の旧集落およびニュータウンの一部を校区としている。同校のチャイムは、野鳥の声を使用している。

## 沿革
明治時代初期に当時の能勢郡（のち豊能郡）吉川村に設置された学校を起源とする。1951年には当時の吉川村立中学校（現在の豊能町立吉川中学校）と校舎および学校敷地の交換をおこない、旧吉川中学校跡の現在地に移転した。なお、中学校は旧小学校敷地に移転したのち、さらに後年になり別の場所に移転している。
また1977年には、ニュータウン地域を校区とする光風台小学校が分離開校している。

### 年表
- 1874年2月20日 - 第三大学区第四中学校区第十一大区第二小区第六番小学校として創立。
- 1879年2月1日 - 能勢郡第二学区吉川小学校と称する。
- 1887年4月 - 能勢郡吉川簡易小学校へ改編。
- 1893年 - 能勢郡吉川尋常小学校へ改編。
- 1896年4月1日 - 郡の合併により、豊能郡吉川尋常小学校と称する。
- 1929年4月1日 - 高等科を併設。豊能郡吉川尋常高等小学校に改称。
- 1941年4月1日 - 国民学校令により、豊能郡吉川国民学校に改称。
- 1947年4月1日 - 学制改革により、吉川村立小学校に改称。
- 1951年10月30日 - 現在地に移転。吉川村立中学校（現・豊能町立吉川中学校）と校舎・校地を交換。
- 1956年10月1日 - 合併による東能勢村の発足により、東能勢村立吉川小学校に改称。
- 1977年4月1日 - 東能勢村が町制施行で豊能町となったことに伴い、豊能町立吉川小学校に改称。
- 1977年4月1日 - 豊能町立光風台小学校を分離。
- 1993年11月5日 - 大阪府教育委員会より道徳教育研究校の指定を受け、研究発表を実施。
- 1998年10月22日 - 学校給食優良校として、文部大臣表彰を受ける。
- 2003年12月16日 - 租税教育優秀校として、豊能税務署より表彰を受ける。
- 2004年 - 野鳥の声のチャイムを本格導入。
- 2005年4月23日 - 読書活動推進優秀校として、文部科学大臣表彰を受ける。

## 通学区域
- 豊能町 吉川・ときわ台・（保の谷を除く）

卒業生は基本的に豊能町立吉川中学校に進学する。

## 交通
- 能勢電鉄妙見線 妙見口駅 北へ約５00m